# Adrian Aciobăniței
Adrian Robert Aciobăniței (ur. 24 sierpnia 1997 w Fălticeni) – rumuński siatkarz, reprezentant kraju, grający na pozycji przyjmującego. 
Jego dziewczyną jest kolumbijska siatkarka Amanda Coneo.

## Sukcesy klubowe
Puchar Rumunii:
- 2014

Liga rumuńska:
- 2014, 2015[4]

Liga niemiecka:
- 2016, 2019
- 2017, 2018

Superpuchar Niemiec:
- 2018

Puchar Niemiec:
- 2019

Liga francuska:
- 2021
- 2023[5]

Superpuchar Francji:
- 2021

Puchar Francji:
- 2022[6]